# 北海道道139号江別奈井江線
北海道道139号江別奈井江線（ほっかいどうどう139ごう えべつないえせん）は、北海道江別市と空知郡奈井江町を結ぶ主要地方道に指定された北海道道である。

## 概要
直角にカーブするところが多いのが特徴（10箇所。重複区間との交点を除く）。

### 路線データ
- 起点：北海道江別市対雁（北海道道1056号江別長沼線交点）
- 終点：北海道空知郡奈井江町字奈井江町（国道12号交点）
- 総延長：51.7 km[要出典]

## 歴史
- 1993年（平成5年）5月11日 - 建設省から、道道月形江別線の一部・道道奈井江北村岩見沢線の一部が江別奈井江線として主要地方道に指定される[1]。
- 1994年（平成6年）
  - 4月1日 - 1102号として路線認定[2]。
  - 10月1日 - 路線番号を139号に変更[3]。

もともとは、178号月形江別線（一部区間）と92号奈井江北村岩見沢線（旧番号。一部区間）によって結ばれていた。前記道道2路線を廃止して新たに認定したものである。
- 新篠津村第44線北（しのつ湖畔） - 第45線北（しんしのつ温泉）間が開通していなかったため、その前後が枝線とされ、本線は第42線北で右折東進せず直進して岩見沢石狩線に合流していたが、該当区間開通に伴い、枝線部分が本線に切り替わり、岩見沢石狩線との交点が移動した。
- 岩見沢大橋の架け替え（たっぷ大橋に名称変更）により、一部経路が変更され、岩見沢石狩線の岩見沢市側の交点が移動した。
- もともと起点で接続していた国道337号は、同地点を含む区間が2017年4月1日に国道の認定を外され、北海道道1056号江別長沼線へ編入された[4]。

## 路線状況

### 重複区間
- 北海道道81号岩見沢石狩線：新篠津村第47線北 - 岩見沢市北村幌達布
- 北海道道6号岩見沢月形線：岩見沢市北村赤川 - 岩見沢市北村栄町
- 北海道道275号月形峰延線：美唄市上美唄町南
- 北海道道33号美唄月形線：美唄市西美唄町元村美富
- 北海道道278号奈井江浦臼線：奈井江町字奈江原野 - 奈井江町字奈井江町

### 道路施設
主な橋梁

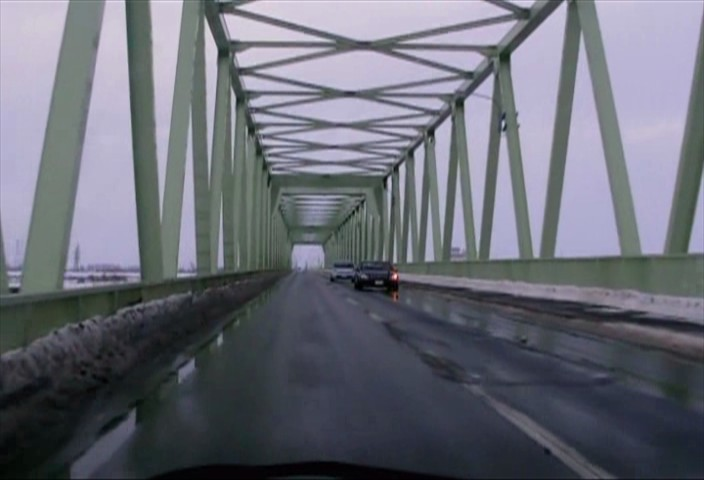
道道139号起点すぐに位置する石狩大橋

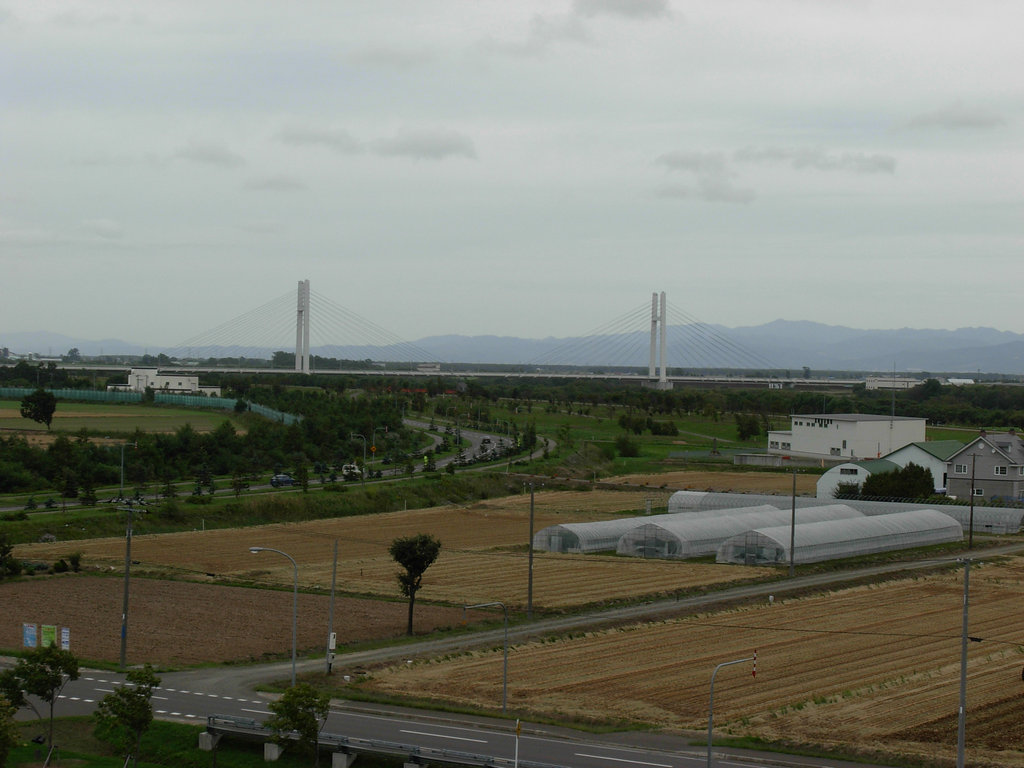
写真奥がたっぷ大橋（道道81号・139号・1121号重複区間）

- 石狩大橋（石狩川、全長894m）（江別市対雁 - 江別市篠津）
- たっぷ大橋（石狩川）（新篠津村 - 岩見沢市）
- 新赤川一号橋
- 中央めがね橋
- 元村橋（美唄川＝石狩川支流）（美唄市西美唄町元村）
- 弘法橋（産化美唄川＝美唄川支流）（美唄市西美唄町元村 - 美唄市中村町南）

道の駅
- しんしのつ

## 地理

### 通過する自治体
- 石狩振興局
  - 江別市
  - 石狩郡新篠津村
- 空知総合振興局
  - 岩見沢市
  - 美唄市
  - 空知郡奈井江町

### 交差する道路
江別市

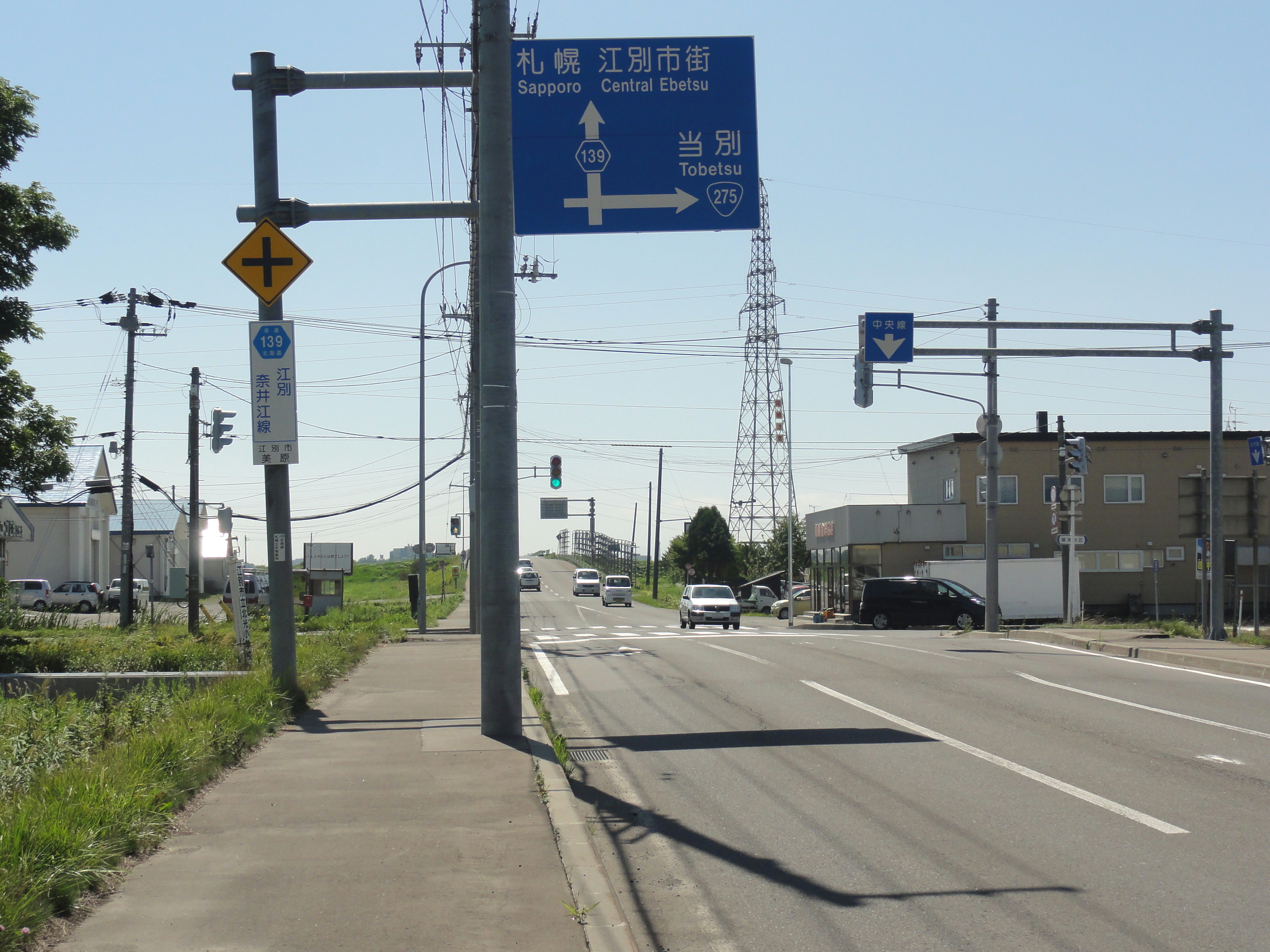
江別市美原付近（2012年8月）

- 北海道道1056号江別長沼線 - 対雁（起点）
- 国道337号 美原道路 - 美原

新篠津村
- 北海道道887号中原金沢線 - 第36線南
- 北海道道81号岩見沢石狩線 - 第47線北（重複）
- 北海道道1121号月形幌向線 - 第47線北

岩見沢市
- 北海道道81号岩見沢石狩線 - 北村幌達布（重複）
- 北海道道687号美唄達布岩見沢線 - 北村幌達布
- 北海道道6号岩見沢月形線 - 北村赤川、北村栄町（重複）

美唄市
- 北海道道275号月形峰延線 - 上美唄町南（重複）
- 北海道道33号美唄月形線 - 西美唄町元村美富（重複）

奈井江町
- 北海道道1159号美唄浦臼線 - 中村町北
- 北海道道278号奈井江浦臼線 - 奈江原野（重複）
- 国道12号 - 奈井江町（終点）

### 沿線にある施設など
江別市
- 江別市立北光小学校

新篠津村
- 新篠津消防団第三分団
- しのつ公園
- しんしのつ温泉たっぷの湯
- 新篠津村立新篠津中学校
- 新篠津村立新篠津小学校
- 新篠津村運動公園陸上競技場

岩見沢市
- 北村中央公園（北村温泉ホテル、キャンプ場など）
- 岩見沢消防署北支署
- 岩見沢市役所北村支所
- 北村郵便局
- いわみざわ農業協同組合（JAいわみざわ）北村支所・Aコープ北村店
- 岩見沢市役所北村自然体験宿泊学習館